# SNG
SNG står för Substitute natural gas, på svenska används ibland benämningen syntetisk naturgas men på engelska är "synthetic" och "natural" varandras motsatser.

SNG kan produceras från fossil råvara till exempel brunkol eller från biomassa och kallas då för Bio-SNG.

I Great Plains, USA, produceras årligen ca 15 TWh SNG från brunkol och matas ut på det nationella gasnätet. Som jämförelse kan Sveriges årliga naturgasanvändning om ca 10 TWh nämnas. Framställningsprocessen av SNG vid Great Plains-anläggningen inbegriper förgasning, gasrening, skift och metanisering.

## Distribution
SNG och bio-SNG distribueras med fördel tillsammans med naturgas i ett rörbundet system. På så sätt kan produktion av förnybar gas successivt fasas in i samma takt som produktionskapaciteten byggs ut. Den gasmarknad och infrastruktur naturgasen bidragit till är en förutsättning för storskalig implementering av förnybar gas till exempel via rötning (biogas) eller förgasning och metanisering av biomassa (bio-SNG). 